# Bo Nix
Bo Chapman Nix (Arkadelphia, 25 febbraio 2000) è un giocatore di football americano statunitense che milita nel ruolo di quarterback per i Denver Broncos della NFL. Fu selezionato dai Broncos con la loro prima scelta, dodicesima assoluta, nel draft 2024. Al college ha giocato per Auburn e Oregon.

## Carriera universitaria

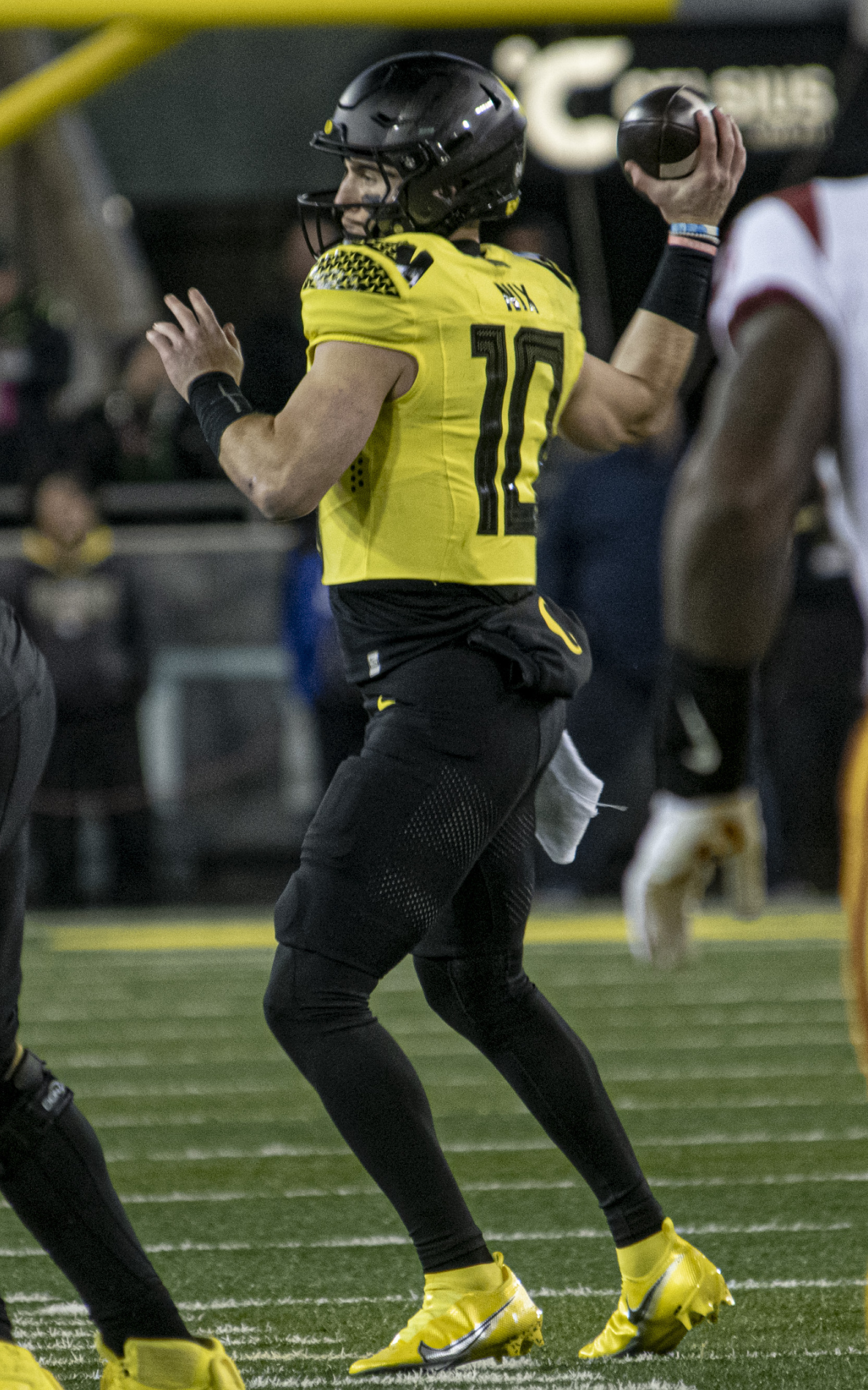
Nix con Oregon nel 2023

### Auburn
Nella sua prima stagione nel college football, Nix fu nominato quarterback titolare di Auburn per la gara di debutto contro Oregon. In quella partita guidò i suoi alla vittoria in rimonta per 27–21 all'AT&T Stadium di Arlington il agosto 2019. Nella sua prima stagione portò la squadra a un record di 9–4, vincendo l'Iron Bowl per 48–45 su Alabama. Fu votato miglior debuttante della Southeastern Conference, dopo avere chiuso con 16 touchdown e 6 intercetti. L'anno seguente passò 12 touchdown e 7 intercetti.
Il 2021 fu una stagione di alti e bassi per Nix, con la prima vittoria di Auburn su LSU dal 1999 e quella su Ole Miss numero 10 della classifica, ma anche faticando in alcune gare, venendo messo in panchina in favore di T.J. Finley nel quarto periodo della gara contro Georgia State. Nix subì un infortunio che pose fine alla sua annata contro Mississippi State. Chiuse con 11 touchdown e 3 intercetti. Il 12 dicembre 2021 annunciò la sua intenzione di trasferirsi in un altro istituto, stanco di giocare per il capo-allenatore Bryan Harsin, assunto nel 2021. In seguitol l'editorialista di Alabama Media Group Joseph Goodman scrisse che Nix fu praticamente costretto a lasciare Auburn a causa dell'inadeguatezza della sua linea offensiva.

### Oregon
Prima della stagione 2022, Nix si trasferì all'Università dell'Oregon, con due stagioni di eleggibilità rimanenti, per giocare con i Ducks. Nella prima stagione con la squadra migliorò, passando 3.594 yard e 29 touchdown, portando i suoi a un record di 10-3.
Nel 2023 Nix portò Oregon a un record di 11-1 nella stagione regolare, prima di perdere contro Washington nella finale della Pac-12 Conference. La sua annata si chiuse con 4.145 yard passate, 40 touchdown, 3 intercetti e 6 touchdown segnati su corsa. Il 4 dicembre fu annunciato come uno dei quattro finalisti dell'Heisman Trophy, in cui si classificó terzo.

## Carriera professionistica

### Denver Broncos
Nix era considerato dagli analisti uno dei migliori quarterback selezionabili nel Draft NFL 2024 e una scelta della prima metà del primo giro. Il 25 aprile fu scelto dai Denver Broncos come dodicesimo assoluto. L'11 maggio Nix firmò il suo contratto da rookie con i Broncos: un accordo quadriennale, con opzione per un quinto anno, per 18,6 milioni di dollari completamente garantiti.

#### Stagione 2024
Dopo una pre-stagione positiva, il 21 agosto 2024 il capo-allenatore Sean Payton nominó Nix quarterback titolare per l'inizio della stagione regolare. Debuttò come professionista al Lumen Field contro i Seattle Seahawks completando 26 passaggi su 42 per 138 yard, 2 intercetti subiti e un touchdown su corsa nella sconfitta per 26-20. Nel terzo turno Nix disputò la miglior gara del suo inizio stagione, completando 25 passaggi su 36 per 216 yard, senza touchdown e intercetti, cogliendo la prima vittoria della carriera con un 26-7 sui Tampa Bay Buccaneers. La settimana successiva divenne il primo quarterback dell'era Super Bowl a vincere una partita facendo registrare meno di 2,5 yard passate per tentativo (minimo 25 tentativi). La sua gara contro i New York Jets si chiuse con 60 yard passate su 25 tentativi. Nel quinto turno disputò la prima gara di buon livello passando 206 yard, con due touchdown passati e uno su corsa, senza subire intercetti per la terza gara consecutiva, nella vittoria sui Las Vegas Raiders.
Nell'ottavo turno Nix disputò la sua miglior prova sino a quel momento, portando i Broncos alla quinta vittoria nelle ultime sei gare con i nuovi primati personali in yard passate (284), touchdown passati (3) e passer rating (124,4), oltre a un touchdown su corsa, contro i Carolina Panthers. Alla fine di ottobre fu premiato come miglior rookie offensivo del mese in cui passò 870 yard, 7 touchdown e un solo intercetto, oltre a due touchdown su corsa.
Nell'undicesimo turno, Nix passò un massimo stagionale di 307 yard e 4 touchdown per un passer rating di 145,0 nella vittoria sugli Atlanta Falcons, venendo premiato come miglior giocatore offensivo della AFC della settimana, come quarterback della settimana e come rookie della settimana. Fu il primo rookie della storia a completare l'80% dei suoi passaggi, passando almeno 300 yard e 4 touchdown. Nel turno successivo raggiunse Dak Prescott quale unico altro rookie della storia a passare almeno 8 touchdown senza subire intercetti nell'arco di tre gare consecutive, nella vittoria esterna sui Las Vegas Raiders, la prima in casa degli avversari di division dal 2015. La sua prestazione, con 25 passaggi completati su 42 per 273 yard, due touchdown e un passer rating di 94,6 gli valse il riconoscimento di rookie della settimana per la terza volta, primo quarterback dei Broncos a raggiungere tale traguardo. Nell'ultimo turno passò 321 yard e 4 touchdown per un passer rating di 152,4, nella vittoria sui Kansas City Chiefs che diede a Denver la prima qualificazione ai playoff dal 2015, venendo premiato come giocatore offensivo della AFC della settimana e come quarterback della settimana. La sua prima stagione regolare si chiuse con 3.775 yard passate, 29 touchdown, 12 intercetti e 4 marcature su corsa, giungendo terzo nel premio di rookie offensivo dell'anno.

## Palmarès
- Giocatore offensivo della AFC della settimana: 2

11ª e 18ª del 2024
- Quarterback della settimana: 2

11ª e 18ª del 2024
- Rookie offensivo del mese: 1

ottobre 2024
- Rookie della settimana: 3

10ª, 11ª e 12ª del 2024